# Total War: Rome II
Total War: Rome II är ett turbaserat strategispel utvecklat av Creative Assembly och gavs ut av Sega den 3 september 2013 till Microsoft Windows. Spelet är det åttonde spelet i Total War-serien och är en efterföljare till Rome: Total War.

## Gameplay
Spelet har en större kampanjkarta än föregångaren Rome: Total War, med mer satsning mer på öst och ny grafikmotor, enligt Creative Assembly. Flottan har fått en större betydelse i Total War: Rome II än i tidigare Total War-spel och sjö- och landslag kombineras. Man kan t.ex. attackera kustnära städer med flottan och använda både flottan och armén under en belägring, vilket skapar nya strategiska möjligheter jämför med i tidigare spel. Jämfört med föregående spel är det också möjligt att kontrollera större flottor. I Total War: Rome II kan landsättningar av trupper också ske under striderna och att flottan har supportskepp blir därför viktigt. Det går i Total War: Rome II heller inte längre att som i tidigare spel transportera en hel här i en liten galär.
De olika enheterna har fått nya förmågor, som till exempel "Forced March" vilket skapar möjligheten att marschera längre men tröttar ut soldaterna och minskar stridsförmågan, och "Defensive Stance" som skapar möjligheten att bygga tillfälliga försvarspositioner som till exempel ett fort, samt "Ambush Stance" vilket skapar möjligheten att sätta ut fällor för fienden. Striderna är överlag mer realistiska än i tidigare spel och spelaren kan fokusera på individuella soldater, som kan känna rädsla och mod. En armé eller flotta kan ha 20 olika typer av enheter och måste ha en general eller amiral som leder dem. Det finns en tak för hur många arméer och flottor en nation kan ha baserat på dess makt. En nation kan öka sin makt genom att erövra fler regioner och fylla på sina kassakistor.  
Ytterligare en ny sak jämför med föregående spel är att fler folkslag är spelbara. De olika folkslagen har unika kulturer som särskiljer sig från de andra. En keltisk armé är t.ex. helt annorlunda jämfört med en romersk legion. De olika fraktionerna har fått unika agenter och länderna kan göra olika teknologiska framsteg, t.ex. specifika grekiska och egyptiska teknologier. Creative Assembly har även förbättrat det diplomatiska systemet  jämfört med föregående spel och även spelets AI har förbättrats, till exempel kommer en liten nation inte starta krig mot betydligt mäktigare riken.

## Kampanjkartan
Det finns 173 regioner i Total War: Rome II vilka är indelade i 57 provinser. Provinserna är en sammanslutning mellan upp till 4 regioner och varje kan erövras separat. Vid erövring av en hel provins ges spelaren möjligheten att höja eller sänka skatterna och att skapa bonusar som kan höja lyckan i provinsen. Om lyckan är för låg i provinsen kommer ett uppror endast uppkomma i den mest olyckliga regionen och inte i hela provinsen. 
Individuella byar och resurser har tagits bort från kampanjkartan och ersätts med en huvudstad i regionen. Varje huvudstad har automatiskt en garnison med en storlek baserad på hur rik och utvecklad regionen är. För kompensera borttagningen av resurser på kartan har man givit arméerna en förmåga att kunna plundra byar i både fiende, allierade och sina egna regioner. Plundrar man sina egna regioner kommer lyckan i provinsen att minska. Detta genererar pengar till nationens kassakistor och minskar underhållet för armén.       
Varje provinshuvudstad har en mur, vilket de flesta huvudstäderna i regionerna inte har. Belägringsstrider förekommer endast om staden har en mur. Tack vare dess storlek har en provinshuvudstad plats för fler byggnader än regionernas huvudstäder.

## Nationer
Spelet innehåller 117 olika nationer med helt unika enheter. Åtta av dessa var spelbara när spelet släpptes, fler har därefter släppts antingen gratis eller som nedladdningsbart innehåll som kan köpas på Steam. Varje nation har unika drag och ger därför olika spelupplevelse. Några fokuserar på militär erövring, medan andra fokuserar diplomati och handel. 
De spelbara nationerna är:
- Romerska republiken (en mäktig nation på Apenninska halvön)
- Karthago (en stadsstat från dagens Tunisien)
- Makedonien (en nation från norra Grekland)
- Icener (en keltisk stam från Britannien)
- Arverner (en keltisk stam från Akvitanien)
- Sveber (en germansk stam från dagens Tyskland)
- Partien (ett rike från dagens Khorasan)
- Egypten (ett rike från dagens Egypten)

Nedladdningsbart innehåll:
- Pontos (en grekisk nation från dagens Turkiet)
- Seleukiderna (ett rike med arv från Alexander den store i Syrien)
- Baktrien (ett rike som tillhörde seleukidernas rike)
- Geter (en thrakisk stam som levde vid Donau)
- Massilia (en grekisk stadsstat, nuvarande Marseille i södra Frankrike)

Greek States Culture Pack
- Aten (en grekisk stadsstat från Aten)
- Epirus (en grekisk stadsstat från Epirus)
- Sparta (en grekisk stadsstat från Peloponnesos)

Nomadic Tribes Culture Pack:
- Skyter (ett ryttarfolk som levde omkring Kaspiska havet)
- Massageter (ett nomadfolk som levde öster om Kaspiska havet)
- Roxolaner (ett ryttarfolk som levde på de ukrainska stäpperna)

Pirates and Raiders Culture Pack
- Ardiaei (en balkanstam från dagens Montenegro)
- Odrysiska kungariket (en union av thrasiska stammar från dagens Bulgarien.)
- Tylis (en balkanstam från dagens östra Bulgarien)

Black Sea Colonies Culture Pack
- Cimmeria (en grekisk stadsstat från dagens Krim)
- Kolchis (ett kungarike från dagens västra Georgien)
- Pergamon (ett kungarike från dagens västra Turkiet)

## Noveller
Enligt Bookseller.com köpte Pan MacMillan och Thomas Dunne Books 2012 rättigheterna från Creative Assembly om att släppa en serie romaner baserade på spelet. Författaren David Gibbins fick uppdraget att skriva böckerna. Den första boken, Total War Rome: Destroy Carthage, släpptes i oktober 2013, inte långt efter spelet. 2015 släpptes en andra novell, Total War Rome: The Sword of Attila.